# Program Vega

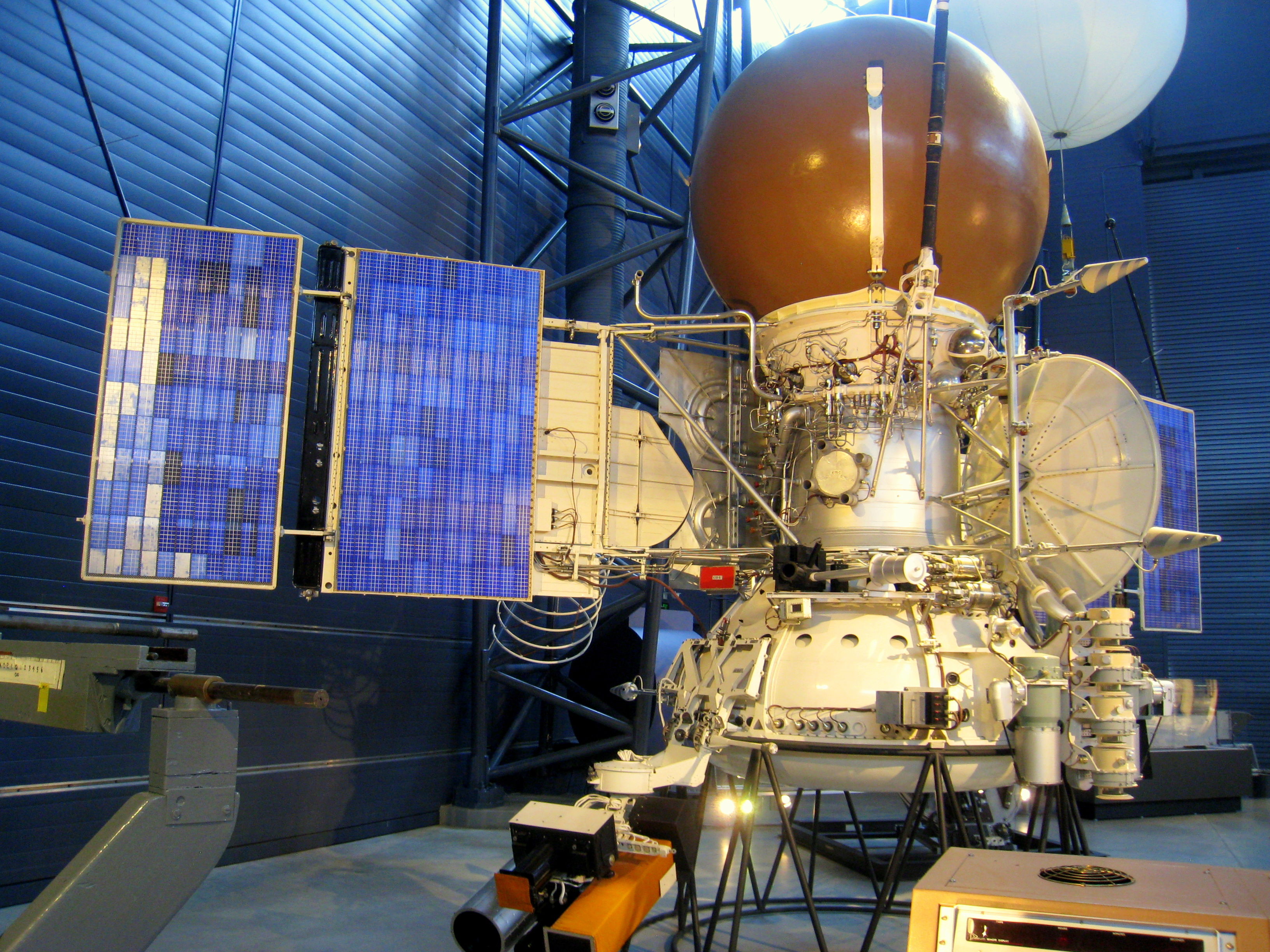
Model Vegy na Zemi

Program Vega byl sovětský program výzkumu Venuše spočívající ve vypuštění kosmických sond k planetě Venuši a pro průzkum Halleyovy komety. Programu se zúčastnili vědci a technici Sovětského svazu (poskytl sondy a nosné rakety), Rakouska, Bulharska, Maďarska, Německé demokratické republiky, Polska, Československa, Francie (poskytla balónové sondy) a Spolkové republiky Německo.

## Konstrukce a vybavení sond
Vega 1 a 2 byly dvě identické kosmické sondy. Jejich konstrukce byla odvozena od sond z předchozího programu Veněra. Byly napájeny párem velkých solárních panelů, obsahovaly anténní disk, kamery, spektrometr, infračervený měřič, magnetometr Miša a měřiče plazmatu. Byly tříose stabilizované, byly vybaveny štíty pro ochranu před prachem z Halleyovy komety. Pro průzkum Venuše sondy obsahovaly přistávací modul a balónovou sondu pro výzkum atmosféry planety.

## Seznam sond
- Vega 1 – start 15. prosince 1984, průlet kolem Venuše 11. června 1985, průlet kolem Halleyovy komety 6. března 1986
- Vega 2 – start 21. prosince 1984, průlet kolem Venuše 15. června 1985, průlet kolem Halleyovy komety 9. března 1986

## Program splněn
4920 kg těžké kosmické sondy odstartovaly pomocí nosné rakety Proton 8K82K z kosmodromu Bajkonur. K Venuši dorazily v červnu 1985. Balónové aerostatické sondy plovoucí asi 46 hodin ve výšce 53 km urazily asi 1/3 cesty kolem planety. Měřily rychlost větru, teplotu, tlak a hustotu oblaků. Setkaly se s většími turbulencemi a konvektivní aktivitou, než bylo očekáváno, včetně občasných prudkých poklesů o 1–3 km. 
Obě kosmické sondy Vega po průletu u Venuše ve vzdálenosti asi 39 000 km pokračovaly k Halleyově kometě, aby mohly sledovat její návrat, k němuž byly vybaveny ještě 14 dalšími dosud nepoužitými přístroji a kamerami.
Obě sondy i přes drobné poruchy svůj úkol splnily jak u Venuše, tak u komety.